# Eucithara interstriata
Eucithara interstriata é uma espécie de gastrópode do gênero Eucithara, pertencente à família Mangeliidae.